# João Rego
João Rego, né le 20 juin 2005 à Ourique au Portugal, est un footballeur portugais qui joue au poste de milieu offensif à Benfica Lisbonne.

## Biographie

### En club
Né à Ourique au Portugal, João Rego commence le football avec le club local du Ourique DC avant d'être formé par le Benfica Lisbonne à partir de 2018. Le 22 septembre 2021, il signe son nouveau contrat avec Benfica.
Le 27 septembre 2023, Rego signe un nouveau contrat avec Benfica, le liant au club jusqu'en juin 2028.
Le 12 mai 2024, il joue son premier match en équipe première, à l'occasion d'une rencontre de championnat face au FC Arouca. Il entre en jeu et son équipe l'emporte par cinq buts à zéro,.
Il joue son premier match de Ligue des champions le 29 janvier 2025, face à la Juventus. Son équipe l'emporte par deux buts à zéro ce jour-là.

### En sélection
João Rego représente l'équipe du Portugal des moins de 19 ans, jouant son premier match le 6 septembre 2023 face au Kazakhstan (3-2 pour le Portugal). Le 11 octobre 2023 il marque son premier but avec les moins de 19 ans contre les îles Féroé, contribuant à la victoire de son équipe par six buts à zéro,.

## Vie privée
João Rego a un frère prénommé Gonçalo et une sœur appelée Joana. Tous trois nés d'une même grossesse, ils forment donc des triplés.